# Zerstörte Jugend
Zerstörte Jugend war eine deutsche Hardcore-Punk-Band, die als Nebenprojekt der Band Vorkriegsjugend entstand. Sie wurde im Jahr 1983 von den VKJ-Mitgliedern Heiland (Gesang, bei VKJ aber Schlagzeuger), Bomber (Bass) und Fuchs (Gitarre) gegründet. Dazu kam Rubbel (Schlagzeug), der aber auch aus dem näheren Umfeld der VKJ stammt.
Nach ihrem Debütalbum hat sich die Band von ihren Hardcore-Wurzeln entfernt und die Musik wurde für die damalige Punkszene sehr technisch.

## Diskografie
- 1983: Zerstörte Jugend (LP, Shlitz Records)
- 1985: Why Must I Die, Das Leben, Ausbruch auf What Doesn't Hurt Us Makes Us Stronger (Kompilation, Destiny Records)
- 1985: Spastic Nightmare (12" – EP, Destiny Records)
- 2003: Tanz aus dem Ghetto (CD/LP, Weird System) (Eine Zusammenstellung aller Lieder)